# Az elátkozottak
Az elátkozottak (The Damned) a South Park című amerikai animációs sorozat 270. része (a 20. évad 3. epizódja). Elsőként 2016. szeptember 28-án sugározták az Egyesült Államokban. Magyarországon a magyar Comedy Central 2016. október 6-án mutatta be.
Az epizód továbbfolytatja a korábbi részek cselekményét, amellett a Hillary Clinton és Donald Trump közti első elnökjelölti vitára is reflektál.

## Cselekmény
|  | Alább a cselekmény részletei következnek! |

A dán olimpikon Freja Ollegard egy talk-show vendége, ahol a téma Rihekopó42 támadása, amit a mellrákot túlélő nőknek indított weboldala miatt kap. A műsorvezető beolvas pár támogató kommentet, amelyekről kiderül, hogy mind szimpla trollkodás, mert azok írói olyan "orvosok", mint Dr. Hovaletta Cickó és Dr. Melletlen Ödön. Az egész akció Rihekopó42 (azaz Gerald Broflovski) műve, aki nagy élvezettel nézi ezt a tévében. Másnap reggel rendőrök csengetnek be hozzá, akik Eric Cartman váratlan Twitterről történő eltűnéséről kérdezgetik. Kikérdezik a dologról Kyle-t is, aki tagadja, hogy bármit tudna a dologról, de ő és a többi fiú is pánikba esik. PC igazgató magához hívatja őket és közli, hogy szerinte Cartmant rákényszerítették a távozásra azért, mert Heidi Turner is törölte magát, és mindennek egy troll az oka. Közben Heidi a közeli parkba hívja Cartmant, ahol hozzájuk hasonló emberek vannak: a köznyelv a "Twittert elhagyó elátkozott lelkeknek" hívja őket, akiknek az a végzete, hogy "a világot járják és héderezzenek". Beszélgetni kezdenek, ahol Cartman felfedi, hogy őszintén gondolta mindig is, hogy a nők viccesek, és hogy próbál megváltozni. Később megkérdezi Heiditól, hogy a lányoknak van-e heréje, és hogy "mi van a puncinak az alján", mire Heidi felajánlja neki, hogy megmutatja.
Ezalatt megrendezik az első elnökválasztási vitát. Randy Hillary Clinton támogatója (Redvás Szendvics) Mr. Garrisonnal (Gennyes Tus) szemben. Garrison a vita közben a saját inkompetenciájáról kezd el beszélni és hogy ne szavazzanak rá, mire Hillary Clinton egyfolytában csak azt képes hajtogatni, hogy ellenfele hazudik és nem megbízható. Ez látványosan megdobja Garrison népszerűségét, ami felbosszantja Randyt, különösen az, hogy az embereknek az imponál, hogy nem úgy beszél, mint egy politikus és hogy őszinte. Akárhány kampánygyűlést tart, Garrison mindenütt könyörög, hogy ne támogassák őt, engedjék el, és mindenütt megvallja, hogy utálja ezt az egészet, de ettől csak még népszerűbb lesz, és már Randy is őt támogatja. Amikor ezt elmondja Stephennek (aki mindig is Gennyes Tus-szavazó volt), kiderül, hogy már Stephen is oldalt váltott. Elkezdenek azon vitázni, hogy miért lehetséges csak úgy véleményt változtatni, és miért olyan összezavarodottak az emberek. Mikor megkínálják egy szerel memóbogyós pitével, Randy gyanút fog. Elmegy a farmra, ahol ezeket szüretelik, és megdöbben, milyen iszonyatos mennyiségben termesztik.
Gerald ezalatt tovább folytatja Frejával szemben a trollkodást, aminek az lesz a vége, hogy a nő öngyilkos lesz. Ez teljesen ledöbbenti, és pánikba esik. A nő temetésén bejelentik, hogy Dánia háborút indít a troll ellen, mert nekik van egy évszázados módszerük arra nézve, hogy csalják elő őt: ki kell mondaniuk a nevét. Gerald a kocsiján talál egy cédulát, "Tudom, ki vagy" felirattal, aminek hatására beindítja a "zéró protokollt": töröl mindent az összes elektronikus eszközéről, majd megsemmisíti azokat. Csakhogy rájön, hogy használta Ike gépét is, és oda is megkapja ugyanazt az üzenetet, valamint egy felhívást, hogy másnap 9-kor találkozzanak a Fremont híd alatt. 

## Fordítás
Ez a szócikk részben vagy egészben  a   The Damned (South Park) című angol Wikipédia-szócikk ezen változatának fordításán alapul.  Az eredeti cikk szerkesztőit annak laptörténete sorolja fel. Ez a jelzés csupán a megfogalmazás eredetét és a szerzői jogokat jelzi, nem szolgál a cikkben szereplő információk forrásmegjelöléseként.